# Zona Hermètica

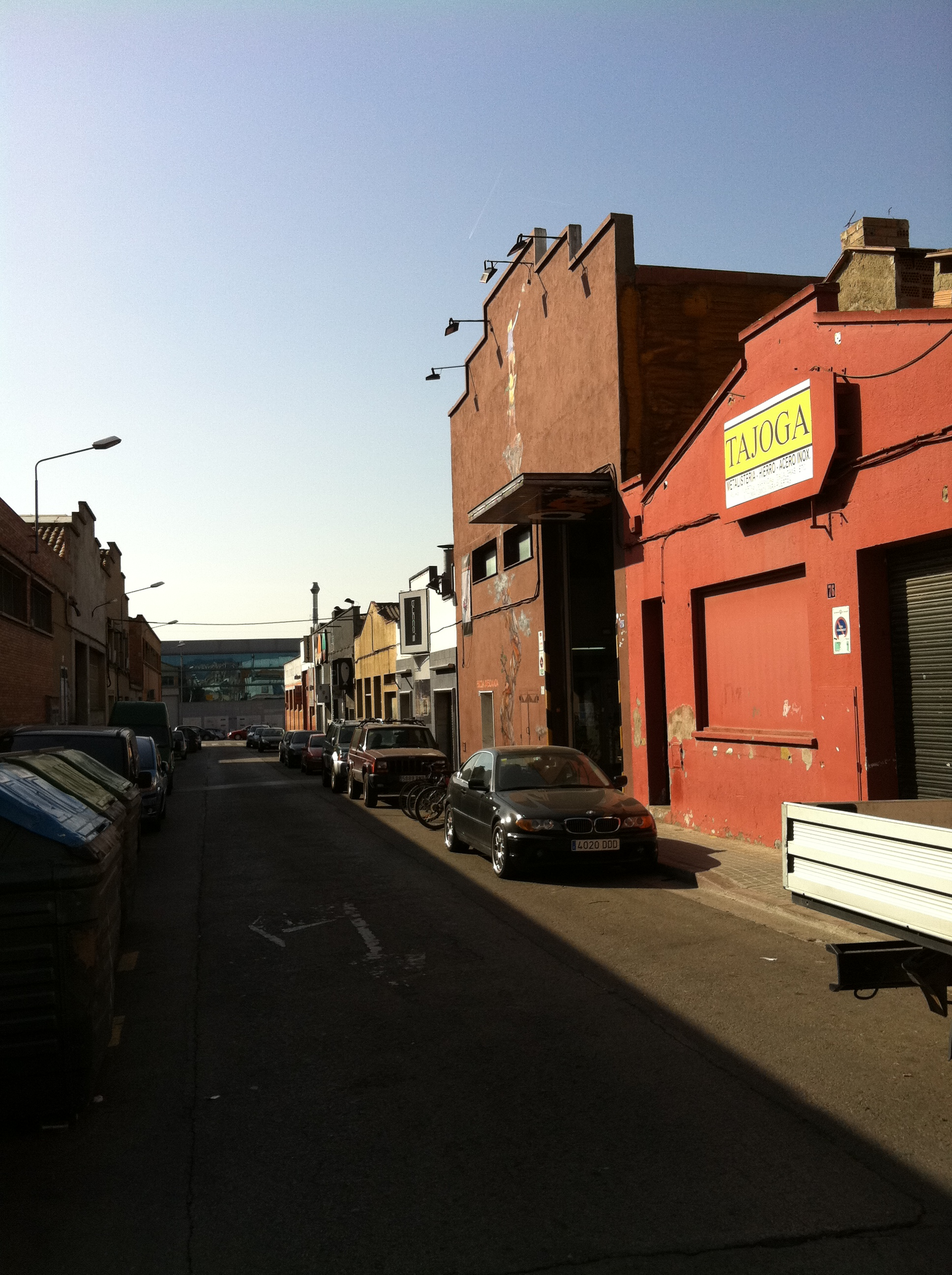
Un carrer de la Zona Hermètica

La Zona Hermètica és un polígon industrial situat a l'oest de Sabadell. A més de contenir naus industrials ocupades per diferents tipus d'empreses, la Zona Hermètica és el barri de discoteques de la ciutat. A principis del segle XXI, els veïns del barri de Gràcia es van queixar del soroll i l'aldarull que provocava la gent que anava a les discoteques i, després de fer pressió a diferents nivells del govern local, van aconseguir que un jutge ordenés la transferència del polígon a una zona extraurbana del sud de Sabadell, tot i l'oposició dels empresaris propietaris de les discoteques.
L'Ajuntament de Sabadell també va demanar la clausura d'alguna discoteca per ser conflictiva o perquè s'hi havia trobat gent amb armes i drogues.